# Cmentarz ewangelicki w Gawłowie
Cmentarz ewangelicki – znajduje się w miejscowości Gawłów w powiecie bocheńskim województwa małopolskiego.
W wyniku I rozbioru Polski Ziemia Bocheńska znalazła się w monarchii austriackiej. Pod koniec XVIII wieku zaczęto prowadzić w Austrii, także na obszarze Galicji, akcję osadniczą zwaną kolonizacją józefińską. Akcja objęła również Bochnię i okolice.
W latach 1785–1790 do Gawłowa przybyła grupa niemieckojęzycznych, protestanckich osadników i powstał tzw. Nowy Gawłów. Część z nich była wyznania ewangelicko-augsburskiego, utworzono więc zbór ewangelicki. W 1806 roku zbudowano dom modlitwy. Budynek istnieje do dzisiaj, od 1945 roku jest gawłowskim parafialnym kościołem św. Andrzeja Boboli.
W tym samym roku powstał, obok domu modlitwy, cmentarz. Niewielka nekropolia znajduje się po zachodniej stronie drogi z Bochni do Uścia Solnego. Jest to nieforemny czworokąt o powierzchni ok. 20 arów. Zachowało się na nim ponad 20 pomników nagrobnych. Protestanci opuścili miejscowość pod koniec II wojny światowej. Na przełomie 1944 i 1945 roku ewakuowali się wraz z armią niemiecką na zachód. Od tego czasu cmentarz nie jest wykorzystywany do pochówków. Znajduje się na nim, w zachodnim narożniku, niewielka prostokątna kwatera na której pochowali Austriacy poległych w okolicach Gawłowa, podczas I wojny światowej żołnierzy: 10 austro-węgierskich oraz 2 rosyjskich, tworząc cmentarz wojenny nr 316.

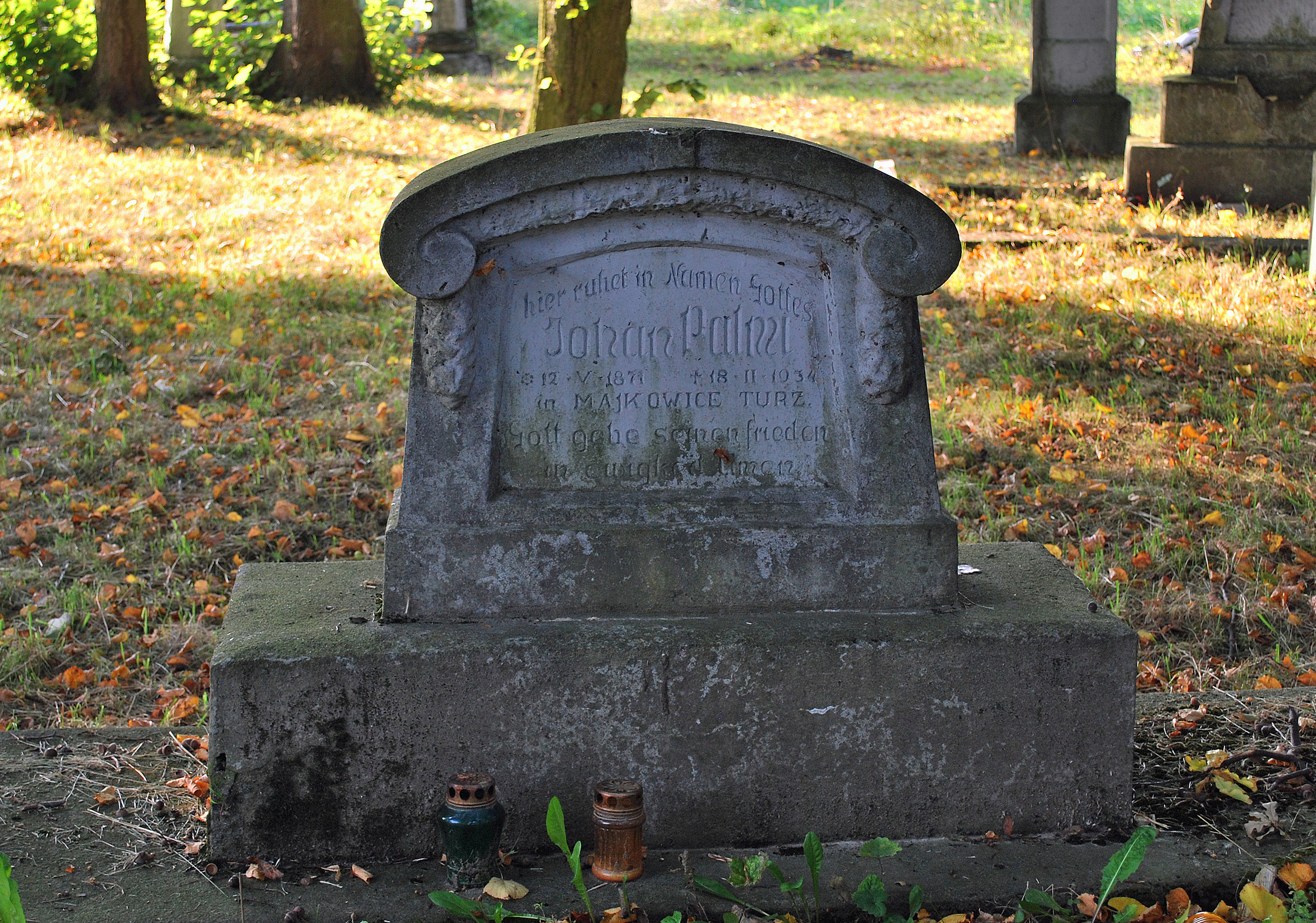
Zachowany kamień nagrobny
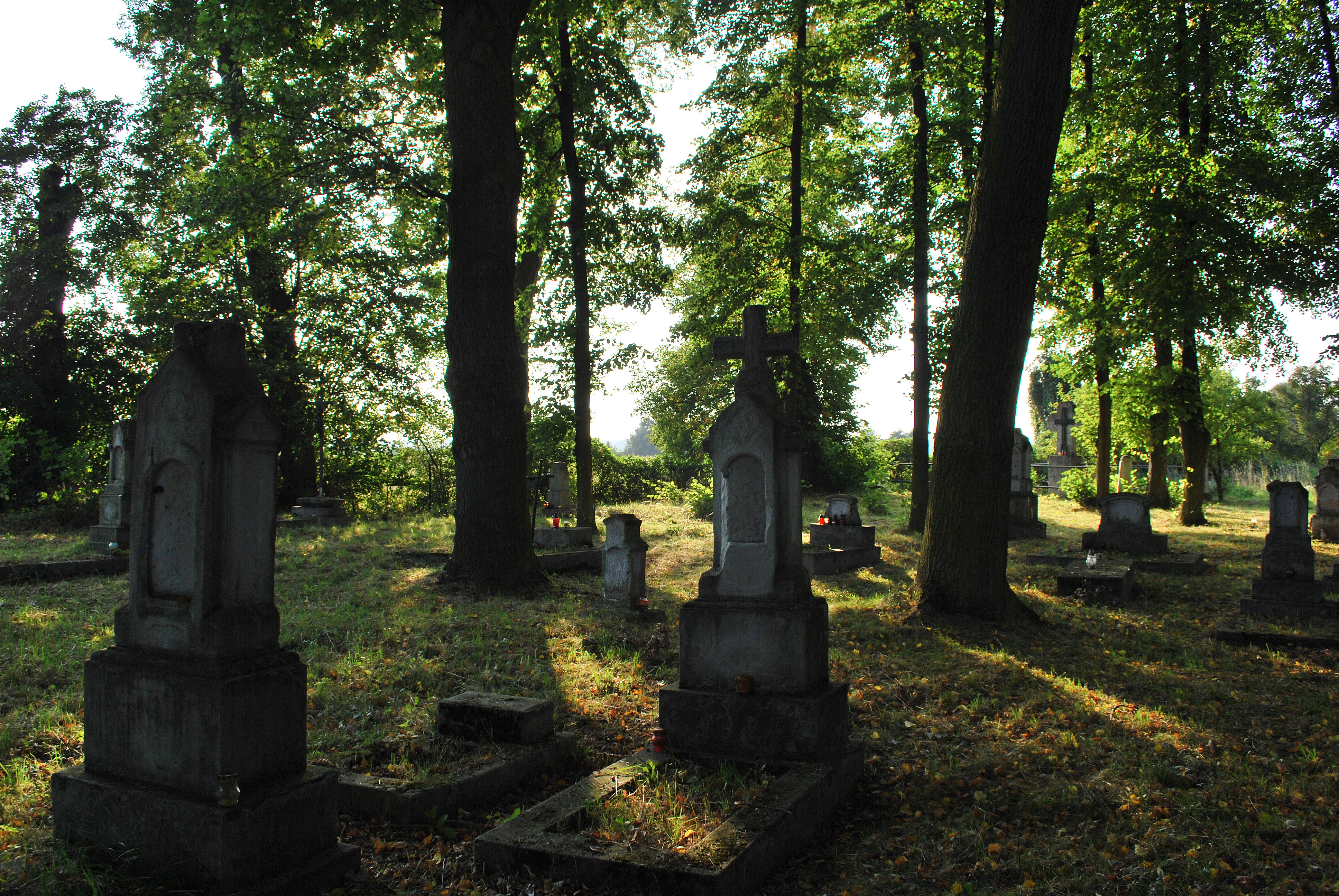
Cmentarz ewangelicki
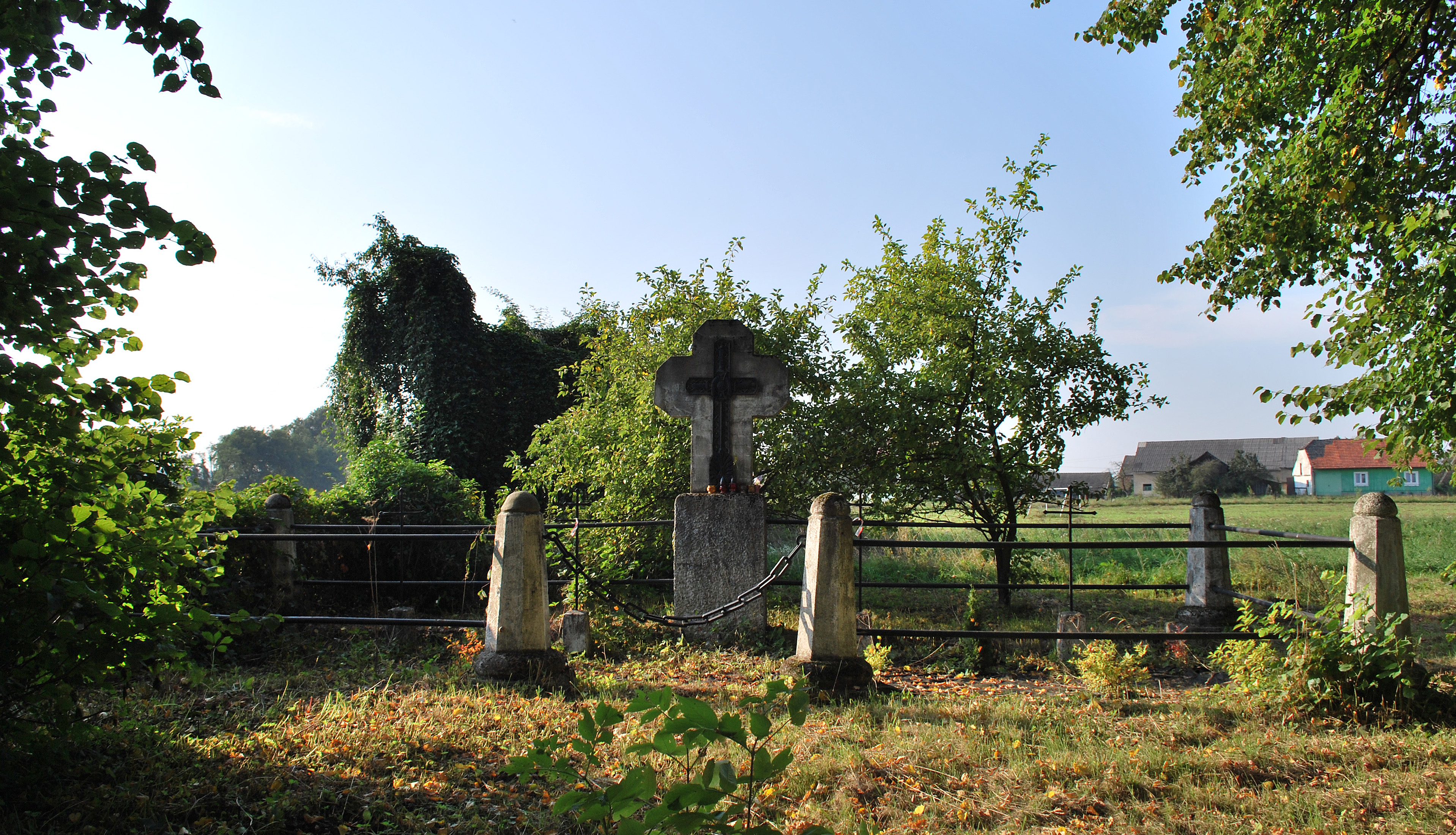
Cmentarz wojenny